# DN75
De DN75 (Drum Național 75 of Nationale weg 75) is een weg in Roemenië. Hij loopt van Ștei via Nucet, Câmpeni en Baia de Arieș naar Turda. De weg is 160 kilometer lang.